# Veski (Märjamaa)
Veski – wieś w Estonii, prowincji Rapla, w gminie Märjamaa.